# Caballo balancín

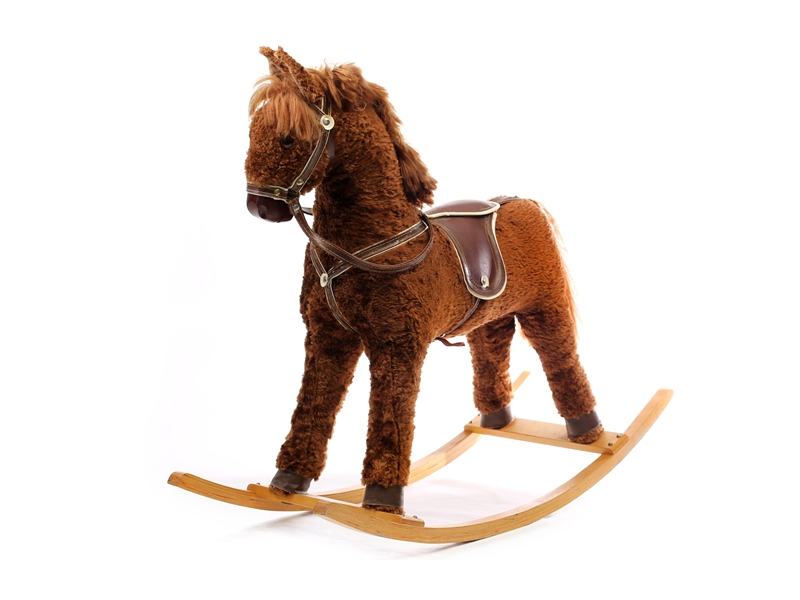
Caballo balancín de los años 1980, recubierto de mohair, exhibido en el Museo de los Niños de Indianápolis.

Un caballo balancín es un juguete infantil, cuya forma imita un caballo que se puede balancear. Aparece bajo su aspecto actual en el siglo XVII y se hizo realmente popular durante los dos siglos siguientes, especialmente en Inglaterra. Gracias a la Revolución Industrial, se inició la producción de estos juguetes a gran escala a partir de 1840. En ambientes rurales, estos juguetes se fabricaron durante mucho tiempo de manera artesanal, hasta mediados del siglo XX.
El caballo balancín se presenta como una figura equina tallada o moldeada, dispuesta sobre un apoyo sólido con el fin de que el niño pueda moverla con toda seguridad. Originalmente construidos de madera recubierta o no de una montura de cuero y de piel de becerro, actualmente también se fabrican de plástico pintado de vivos colores, y no suelen llevar estribos. Un sistema similar al de una mecedora permite al niño iniciar un movimiento con el fin de simular el desplazamiento del caballo gracias a la oscilación del juguete. 

## Historia

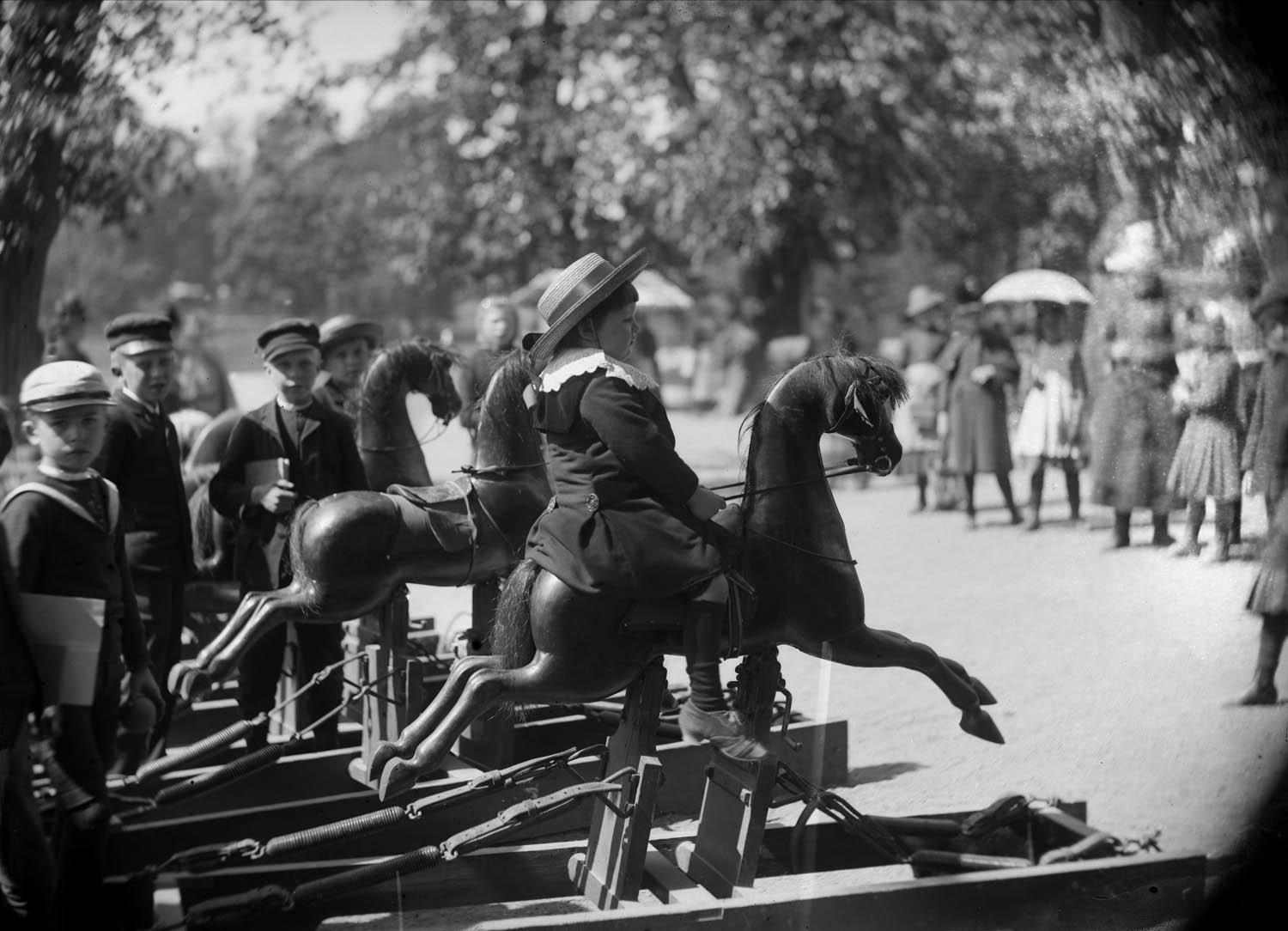
Caballos balancín en Estocolmo (años 1880).

En todas las épocas se han creado objetos de madera en forma de caballo para los niños: el caballo parece tener siempre la forma de uno de sus juguetes preferidos. El origen del caballo balancín fue influido seguramente por las cunas oscilantes, los caballos de palo y por los grandes caballos de madera con ruedas utilizados para el entrenamiento de la caballería medieval en las justas ecuestres. El modelo más antiguo conocido se remonta a 1610. Está expuesto en el Museo de la Infancia, una sección del Museo de Victoria y Alberto, en Bethnal Green, en el East End de Londres. Este juguete no aparece pues antes del siglo XVII bajo su forma actual. Parece bastante frecuente en Inglaterra desde el siglo XVIII, generalmente bajo la forma de un caballo de madera sobre ruedas, y recubierto de piel de becerro oscura. Esta generalización se inscribe en un contexto en el que los niños ingleses parecen acceder cada vez más a menudo a juguetes y a distintos juegos. La fabricación sigue siendo durante mucho tiempo artesanal, utilizando los materiales disponibles en caso de necesidad. Durante el siglo XIX, la producción de caballos balancín pasa poco a poco a formar parte de la industrialización de la época victoriana: los niños, por primera vez, son considerados consumidores como los demás. En Londres y en Dublín, en los años 1840, los fabricantes de juguetes venden caballos balancín concebidos según procedimientos industriales. El trabajo de la madera representa un mercado dirigido tanto a los adultos como a los niños. No es una casualidad que en un mapa de producción industrial publicado en 1851, las fábricas de juguetes estén simbolizadas por un caballo balancín. Durante todo el siglo XIX, el caballo balancín conoció un auge considerable.
El objeto es considerado sin ninguna duda como un juguete infantil: una canción para echar a suertes popular inglesa datada en 1900 habla de la adolescencia como de la época donde el caballo balancín es relegado a un rincón de la buhardilla. Este juguete es citado el primero en la cancioncilla, lo que atestigua su omnipresencia en los hogares ingleses de entonces. El acceso a la producción industrial de caballos balancín no es posible en todas partes, pero este juguete estaba muy difundido en los hogares del mundo occidental. En el país de Caux, en Normandía, durante la primera mitad del siglo XX, el caballo balancín es el juguete más común. Era tan frecuente que, hasta en ambientes muy rurales, las familias demandaban al carpintero local fabricar uno. Estos modelos tenían generalmente un asiento y eran ofrecidos al niño cuando alcanzaba la edad de un año o de un año y medio. Asimismo, entre las familias rurales de Quebec, era habitualmente el padre del niño (o su padrino, o su abuelo...) quien fabricaba un caballo balancín provisto de una silla durante las largas noches de invierno. Estos objetos son muy raramente ofrecidos en los comercios. En el sur de Polonia, el caballo es siempre de lejos (2000) la forma más representada entre los juguetes desde el final del siglo XIX, encontrándose diferentes juguetes (basculantes o con ruedas) de formas variadas.

## Descripción y uso
Actualmente existen numerosos modelos, en madera recubierta o no de tejidos, en plástico o en otros materiales, disponiendo de asientos para los más pequeños o de estribos para los mayores.
|  |  |  |

El caballo balancín es interesante para el desarrollo psicomotor de los niños, dado que tienen que realizar un movimiento corporal coordinado para hacerlo oscilar.

## En el arte y la literatura
Algunos pintores han dejado correr su imaginación sobre este tema.
|  |  |

|  |  |  |

Una novela policíaca de Agatha Christie, traducida al español como La puerta del destino, en francés se tituló "Le cheval à bascule" (El caballo balancín).

## Atracción

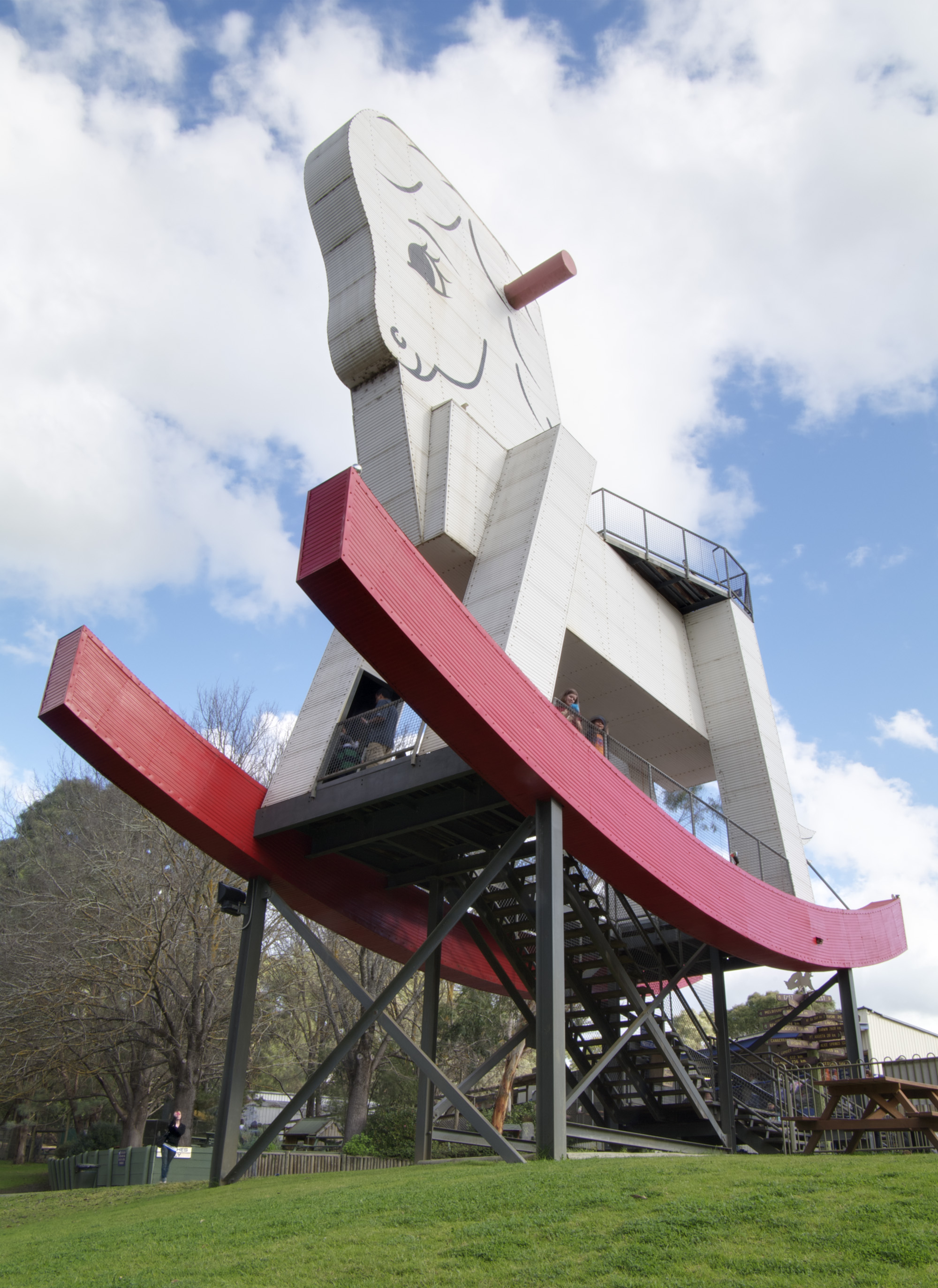
El Big rocking horse.

El Big Rocking Horse es una atracción turística ubicada en Gumeracha, en Australia del Sur.